# Redfieldiidae
Die Redfieldiidae sind eine ausgestorbene Gruppe von Süßwasserfischen. Sie lebten von der Trias bis zum Unterjura. 

## Merkmale
Die Redfieldiidae hatten einen spindelförmigen Körper, ein end- oder unterständiges Maul und eine weit hinten liegende Rücken- und Afterflosse, die einander symmetrisch gegenüberstanden. Die Schwanzflosse war heterocerk. Die Anzahl der Flossenstrahlen war höher als die der Flossenträger (Radialia), die Branchiostegalstrahlen auf ein bis zwei plattenförmige Knochen reduziert. Die einzelne äußere Nasenöffnung, auf jeder Kopfseite, wurde von einer unverwechselbaren „Prämaxillare“, der Nasale, dem Rostral- und dem Adnasal-Knochen umschlossen.

## Gattungen
- Atopocephala
- Beaconia ?
- Brookvalia
- Cionichthys
- Daedalichthys
- Dictyopleurichthys
- Dictyopyge
- Geitonichthys
- Helichthys
- Ischnolepis
- Lasalichthys
- Mauritanichthys
- Molybdichthys
- Phlyctaenichthys
- Pseudobeaconia
- Redfieldius
- Schizurichthys
- Synorichthys